# Funeral de um lavrador
Funeral de um lavrador (Funerale di un lavoratore) è una canzone composta da Chico Buarque e Melo Neto fu inclusa nell'album Morte e Vida Severina, dove Chico musicò il poema Morte e Vida Severina, del poeta João Cabral de Melo Neto.

## La versione in italiano
Lo stesso Chico Buarque realizzò una versione in italiano del brano (con il testo di Sergio Bardotti e arrangiamento di Ennio Morricone) che incise per la Philips nell'LP Per un pugno di samba.
Nel 1966 il duo argentino Barbara y Dick aveva realizzato una versione con un arrangiamento più ritmato rispetto all'originale ed aveva raggiunto la 2ª posizione nella hit parade argentina nel dicembre dello stesso anno.
Nel 1971 Anna Identici aveva fatto una sua versione ispirandosi alla versione del duo argentino. La stessa versione fu ripubblicata nel 2002 nel suo album Il meglio.
Nel 1974 Maria Carta realizzò una sua versione che pubblicò, come lato B nel 45 giri Nuovo maggio/Funerale di un lavoratore, due anni dopo la inserì nel suo album Vi canto una storia assai vera.
Nel 2020 Mike Patton e Anthony Pateras hanno registrato la versione di tetema per Funerale di un contadino sull'album necroscape.